# ホリス・コンウェイ
ホリス・コンウェイ (Hollis Conway、1967年1月8日-)は、アメリカ合衆国の陸上競技選手。1988年ソウル、1992年バルセロナオリンピックと、2大会連続でメダルを獲得した選手である。

## 経歴
コンウェイは、1986年の世界ジュニア陸上選手権で、キューバのハビエル・ソトマヨル(Javier Sotomayor)に次いで2位となり注目される。2年後の1988年ソウルオリンピックでは、2m36で、ソ連のゲンナジー・アブディエンコ(Gennadiy Avdeyenko)に次いで銀メダルとなる。その翌年には2m39のアメリカ新記録を樹立している。
1991年の世界室内陸上選手権では、2m40をマークし金メダルを獲得。その夏の世界選手権では2m36で、金メダルを獲得したアメリカのチャールズ・オースチン(Charles Austin)に次いで、3人の選手が2m36で並んだが、コンウェイは銅メダルを獲得する。
コンウェイは、1992年バルセロナオリンピックに出場。5人が2m34をクリアし、2m37に挑んだが、全員失敗し、試技数により、金メダルはソトマヨル、銀メダルはスウェーデンのパトリック・ショーベリ(Patrik Sjoberg)が獲得し、コンウェイを含む3人が銅メダルを獲得した。

## 記録
| 年   | 大会                   | 場所                     | 種目   | 結果 | 記録 |
| ---- | ---------------------- | ------------------------ | ------ | ---- | ---- |
| 1986 | 世界ジュニア陸上選手権 | アテネ(ギリシャ)         | 走高跳 | 2位  | 2m22 |
| 1988 | オリンピック           | ソウル(韓国)             | 走高跳 | 2位  | 2m36 |
| 1989 | ユニバーシアード       | デュースブルク(西ドイツ) | 走高跳 | 2位  | 2m31 |
| 1991 | 世界室内陸上選手権     | セビリヤ(スペイン)       | 走高跳 | 1位  | 2m40 |
| 1991 | パンアメリカンゲームズ | ハバナ(キューバ)         | 走高跳 | 3位  | 2m32 |
| 1991 | ユニバーシアード       | シェフィールド(イギリス) | 走高跳 | 1位  | 2m37 |
| 1991 | 世界陸上競技選手権     | 東京(日本)               | 走高跳 | 3位  | 2m36 |
| 1992 | オリンピック           | バルセロナ(スペイン)     | 走高跳 | 3位  | 2m34 |